# Каменец-Подольская армейская группа
Каменец-Подольская армейская группа — войсковое объединение Красной Армии. Создана 16 сентября 1939 года путем переименования Управления Кавалерийской армейской группы Киевского Особого военного округа (КОВО).

## Полное название
Каменец-Подольская армейская группа

## Подчинение
Украинский фронт 1939 г.

## Командование
Командующий войсками группы:
- Тюленев, Иван Владимирович, командарм 2 ранга, (16.09.1939).[1]

Член Военного совета группы:
- Дорошенко А. Д., бригадный комиссар.[1]

## Состав
На 16.09.1939 г.:,
- 25-й танковый корпус
  - 4-я легкотанковая бригада
  - 5-я лёгкотанковая бригада
  - 1-я моторизованная стрелково-пулемётная бригада
- 4-й кавалерийский корпус
  - 32-я кавалерийская дивизия
  - 34-я кавалерийская дивизия
  - 26-я легкотанковая бригада
- 5-й кавалерийский корпус
  - 9-я кавалерийская дивизия
  - 16-я кавалерийская дивизия
  - 23-я легкотанковая бригада
- 13-й стрелковый корпус
  - 72-я стрелковая дивизия
  - 99-я стрелковая дивизия
- Авиационные части
- Специальные части инженерных войск, войск связи, военные госпитали и другие.

На 18.09.1939 г.:
- 25-й танковый корпус
- 4-й кавалерийский корпус с 26-й легкотанковой бригадой
- 5-й кавалерийский корпус с 23-й легкотанковой бригадой
- Авиационные части
- Специальные части инженерных войск, войск связи, военные госпитали и другие.

## Боевая деятельность
1939 год
16 сентября
Управление Кавалерийской армейской группы КОВО было переименовано в управление Каменец-Подольской армейской группы Украинского фронта с включением в состав группы новых корпусов, бригад, полков и других специальных частей. Командный пункт группы в городе Каменец-Подольск.
Армейская группа развернулась на участке фронта Саганов река (р.) Днестр м имела задачу 17 сентября занять местечки (м.) Монастыриска и Коломыя, 18 сентября — город Станиславов и город Галич, в дальнейшем продвигаться на город Стрый и город Дрогобыч.
Правый фланг. 4-й кк в ночь с 16 на 17 сентября выслал на польскую территорию передовые разведгруппы с целью нарушить связь и захватить языков.
17 сентября
С 17 сентября армейская группа участвовала в военном походе в Западную Украину.
Войска армейской группы вошли в состав Действующей армии.
Правый фланг. Находившиеся на польской территории передовые разведгруппы 4-го кк себя обнаружили и понесли потери в стычках с польскими пограничниками, не выполнив задачи. А польские пограничники привели себя в боевую готовность.
В 5.00 передовые и штурмовые отряды полевых войск Красной армии и пограничных войск НКВД перешли границу и завязали бой с польской пограничной охраной.
В 5.00 войска армейской группы начали форсирование р. Збруч. Природные условия осложнили действия понтонных подразделений, так как накануне прошли дожди и размыли дороги, уровень воды в реке поднялся.
- Правый фланг. 4-й кк наступал на м. Подгайцы. В результате провала разведки при форсировании р. Збруча 4-й кк встретил организованное сопротивление польской погранохраны и в течение двух часов был вынужден вести бой на границе.[2]
- Центр. 25-й тк наступал на м. Монастыриска. 13-й с двигался на запад.
- Левый фланг. 5-кк наступал на м. Коломыя.

23-я лтбр 5-го кк, переправившись в 8.30 через Збруч, двинулась через м. Борщев на м. Городенку и м. Коломыю. К 16.00 танкисты форсировали вброд реку Днестр и захватили около Городенки 6 польских самолетов.
Вечером войска армейской группы вышли на р. Стрыпа. 4-й кк вышел на реку Стрыпа в районе м. Соколув, 13-й ск вышел к р. Днестр, 5-й кк достиг Трибуховицы; Дулибы, 25-й тк в 19.30 занял г. Чортков, взяв пленных и несколько единиц техники.
18 сентября
Дивизии 4-го кавалерийского и 13-го стрелкового корпусов окружили и после недолгого боя пленили до 10 тыс. польских военнослужащих.
Передовые отряды 13-го ск двигались к городу Станиславову.
13-й ск был подчинён командующему пограничными войсками НКВД Киевского пограничного округа.
1-я мспбр 25-го тк в 16.00 заняла м. Монастыриска, взяв пленных.
23-я лтбр 5-го кк вступила в м. Коломыю, где было разоружено до 10 тыс. польских военнослужащих.
18.00
Вечером 1-я мспбр и 4-я легкотанковая бригада 25-го тк подошли к Подгайцам, а 5-я легкотанковая бригада у м. Домбров сломила сопротивление артполка, взяв пленных, и вышла на окраину города Галич.
В районе города Галич сосредоточились войска 26-й лтбр 4-го кк, 5-я лтб 25-го тк.
19 сентября
В 2.00 23-я лтбр 5-го кк получила приказ занять город Станиславов (город Ивано-Франковск). Войска бригады повернули на северо-запад и двинулись к городу, преодолевая завалы на дороге. В тот же день в 14.00 танкисты достигли города Станиславова. Затем снова танкисты повернули, но уже на северо-восток и двинулись к горду Галичу.
4-й кк вышел в район Рогатин, Бурштын и остановился на днёвку. 26-я лтбр вышла в район города Галич, Большовцы.
25-й тк двигался в западном направлении и занял город Галич, захватив целыми мосты через Днестр, Завадку и Збору для дальнейшего наступления.
23-я лтбр 5-го кк подошла к вечеру к городу Галичу, зайдя с тыла. Войска бригады на быстроходных лёгких танках БТ совершили рейд в сотни километров.
25-й тк и 5-й кк в районе города Галич вели бои с остатками 26-й и 28-й польских дивизий и взяв много пленных.
20 сентября
Каменец-Подольская армейская группа переименована в Южную армейскую группу. Войска продолжали выполнять поставленные задачи.
Войска Южной армейской группы двигались на линию Николаев — Стрый. В районе города Стрыя около 17.00 был установлен контакт с германскими войсками. Начались переговоры.